# 東西大学対抗ラグビー
東西大学対抗ラグビー（とうざいだいがくたいこうラグビー）は、全国大学ラグビーフットボール選手権大会（以下、大学選手権）の実質的な前身大会として、1925年度から1963年度まで行われた大会。
最多優勝は早稲田の9回である。

## 概要
表題は、日本ニュースなどの資料に基づき、東西大学対抗ラグビーとしているが、特定の名称があるわけではなく、東西大学対抗（戦）や、東西各1位校同士の対戦の場合についてのみ、東西学生ラグビーフットボール対抗王座決定戦という言い方をするケースもある。但し、かつて行われていた関東と関西の大学ラグビーオールスター戦・東西学生対抗試合とは趣旨が異なることや、東西各1位校のみの対戦に限定されなかったことから当該名称を用いることにした。
また、日本の大学ラグビーの実質的な日本一を決定する大会であったが、『好きなチームとスケジュールを組み、勝敗にこだわらずベストを尽くし悔いのない内容のゲームをやる。』というラグビーの伝統的思想を重んじたため、東西の各1位チーム同士の対戦がないというケースもあり、その場合は優勝チームなしとなった。
1925年度より開始され、『第一回ラグビー選手権試合は、関西のベスト・ワンたる同志社大学と慶應大学との間で大正十五年一月十日阪神甲子園で慶應のキックオフで開始』と、同年度版の朝日運動年鑑に明記された通り、1926年1月10日、第1回の東西学生ラグビーフットボール対抗王座決定戦が行われた。しかし6－6の引き分けに終わったため優勝チームはなく、優勝旗は、1926年1月に設立されたばかりの、日本ラグビー蹴球協会（現在の日本ラグビーフットボール協会、以下 日本協会）預りとなった。
基本的には、後に当年11月ごろに行われるようになった早稲田 対 京都及び明治 対 同志社以外の対戦は、当年12月最終週 - 翌年1月第2週頃までの日程の中で行われ、1925年度等、一部の年度を除き、西暦奇数年度は関東での開催、同偶数年度は関西での開催となった。ただし、上記2カードについては、奇数年度が関西、偶数年度は関東で開催が行われた。
第二次世界大戦前は、ラグビーの強豪校は、関東五大学対抗戦（後の関東大学ラグビー対抗戦グループ）に属するチームや、関西では同志社や京都といったチームにほぼ限定された背景もあり、優勝該当チームなしという年度はあまり見られなかったが、同戦後、関東で日本や法政、関西でも関西学院などの、俗に『新興校』と呼ばれるチームが台頭するようになると、関東五大学対抗戦に属していたチームや、関西でも同志社など、伝統的思想を重んじる『伝統校』との軋轢が生じた背景により、「不戦につき優勝認定チームなし」という年度が続発。それに伴い、大学ラグビーの人気そのものが低落していったため、当制度を維持していくのが極めて困難な情勢となった。
また、同大戦後に開始された全国社会人ラグビーフットボール大会では、トーナメント方式により優勝チームを決定していたことに加え、1960年度より同大会の優勝チームと日本協会招待NHK杯争奪ラグビー大会（日本ラグビーフットボール選手権大会の前身大会）が開始されたことに伴い、社会人チームとの実力を拮抗させる必要性も迫られていたことから、1964年2月8日、日本協会と関東ラグビーフットボール協会（関東協会）は、1964年度のシーズンより、トーナメント方式による大学選手権を開始すると表明したことにより、当制度による大学日本一決定戦システムは廃止となった。
一方、東西大学対抗ラグビー廃止後も、しばらくの間は東西の各大学による対抗戦は行われていた。

## 歴代優勝認定チーム
| 年度     | チーム名                 | 特記（優勝認定決定試合等） |
| -------- | ------------------------ | --- |
| 1925     | なし                     | *1926年1月10日、第1回ラ式蹴球選手権試合として、同志社と慶應が対戦したが、6－6で引き分け（甲子園）。 |
| 1926     | 大正天皇崩御の諒闇で中止 | 大正天皇崩御の諒闇で中止 |
| 1927     | 京都帝国                 | - 京都 14 － 11 早稲田（1928年1月7日、神宮） |
| 1928     | 京都帝国                 | - 京都 9 － 6 早稲田（1929年1月7日、京都帝国大学グラウンド） - 上記試合中に暴力事件が発生したため、「早京戦」は1937年まで中断されることになる。 |
| 1929     | なし                     | - 京都と立教が不戦のため。 |
| 1930     | 慶應義塾                 | - 慶應 17 － 0 同志社（1931年1月8日、花園） |
| 1931     | 明治                     | - 明治 54 － 11 京都（1932年1月7日、神宮） |
| 1932     | 早稲田                   | - 早稲田 27 － 3 同志社（1933年1月3日、花園） |
| 1933     | 早稲田                   | - 関東1位の早稲田は関西1位の同志社と8－8（1934年1月3日、神宮）で引き分けたが、同志社が明治と13－13（1933年11月19日、甲子園南運動場）で引き分け、慶應には5－16（1934年1月8日、神宮）で敗戦したため、早稲田の優勝が認定された。 |
| 1934     | 京都帝国                 | - 京都 16 － 13 明治（1935年1月7日、花園） |
| 1935     | 明治                     | - 明治 29 － 0 同志社（1935年11月17日、花園） |
| 1936     | なし                     | - 早稲田と京都が不戦のため。 |
| 1937     | 早稲田                   | - 早稲田 24 － 5 京都（1937年11月3日、花園） - 1928年度以来となる早稲田と京都の対抗戦。 |
| 1938     | 明治                     | - 明治 26 － 3 京都（1939年1月7日、花園） |
| 1939     | 明治                     | - 明治 51 － 3 京都（1940年1月7日、神宮） |
| 1940     | 明治                     | - 明治 58 － 11 同志社（1940年11月3日、花園） |
| 1941     | 早稲田                   | - 早稲田 36 － 5 京都（1941年11月3日、花園） |
| 1942・春 | なし                     | - 早稲田と同志社が不戦のため。 |
| 1942・秋 | 慶應義塾                 | - 慶應 35 － 4 同志社（1943年1月7日、神宮） |
| 1945     | なし                     | - 東京と慶應がいずれも京都と対戦して勝利した試合のみ実施。 |
| 1946     | なし                     | - 明治と立命館が不戦のため。 |
| 1947     | 関西学院                 | - 関西学院 26 － 12 明治（1948年1月2日、東京） |
| 1948     | 早稲田                   | - 早稲田 15 － 0 関西学院（1949年1月9日、花園） |
| 1949     | 明治                     | - 明治 16 － 0 関西学院（1950年1月2日、東京） |
| 1950     | 早稲田                   | - 早稲田 16 － 3 関西学院（1951年1月9日、花園） |
| 1951     | 明治                     | - 明治 24 － 3 関西学院（1952年1月2日、東京） |
| 1952     | 早稲田                   | - 早稲田 8 － 6 同志社（1953年1月3日、花園） |
| 1953     | 早稲田                   | - 早稲田 23 － 5 同志社（1954年1月3日、秩父宮） |
| 1954     | 明治                     | - 明治 21 － 5 関西学院（1955年1月2日、花園） |
| 1955     | なし                     | - 日本と同志社が不戦のため。 |
| 1956     | なし                     | - 中央と同志社が不戦のため。 |
| 1957     | なし                     | - 慶應と関西学院が不戦のため。 |
| 1958     | 早稲田                   | - 早稲田 14 － 3 関西学院（1959年1月9日、花園） |
| 1959     | なし                     | - 法政と同志社が不戦のため。 |
| 1960     | なし                     | - 日本と同志社が不戦のため。 - 日本協会招待NHK杯争奪ラグビー大会には日本が出場（八幡製鐵に13 - 50で敗退）。 |
| 1961     | 同志社                   | - 同志社 39 － 6 慶應（1962年1月8日、秩父宮） - 日本協会招待NHK杯争奪ラグビー大会には同志社が出場し、近鉄を17 - 6で破った。 |
| 1962     | なし                     | - 本来の規約からすると、関東Aブロック（一部に相当）1位の明治が関西1位の同志社を16－14で破ったため、優勝と認定されるはずであるが、明治は同年度の早明戦で、当時関東Bブロック（二部に相当）1位の早稲田に8－17と敗れたため、優勝認定されなかった。なお、同志社は早稲田に22－14で勝ったため、いわゆる、「三すくみ」状況が発生した。 - 日本協会招待NHK杯争奪ラグビー大会には明治が出場（八幡製鐵に6 - 25で敗退）。 |
| 1963     | なし                     | - 同志社と法政が不戦のため。 - 関西学院と法政が不戦のため。 - 第1回日本ラグビーフットボール選手権大会には、関西優秀校の同志社と関東優秀校の法政が出場。決勝戦で同志社が近鉄を18 - 3で破り初代日本一となった。 |

＜優勝回数＞
| ①早稲田 9回               |
| ②明治 8回                 |
| ③京都帝国 3回             |
| ④慶應義塾 2回             |
| ⑤関西学院 1回、同志社 1回 |